# Дом Кекина
Дом Кекина — здание в Казани на улице Горького (дом 8/9). Здание построено в эклектическом стиле: сочетает модерн и неоготику. В элементах здания можно обнаружить мавританские мотивы.

## История
Строительство велось в 1903—1905 годах архитектором Генрихом Рушем (1855-1905) и стало его последним проектом. Заказчиком являлся купец-миллионщик Леонтий Владимирович Кекин, помимо нового дома уже владевший несколькими зданиями в Казани.
Здание использовалось в качестве доходного дома. С 1910 по 1914 годы здесь размещались частная гимназия В. И. Ряхиной, гимназия Педагогического общества для распространения образования, подготовительное училище Н. А. Беневской, правление Казанского округа путей сообщения, библиотека С. Я. Пальчинской, типография Л. Ф. Гросса, писчебумажный и книжный магазин П. В. Шаталова, винно-бакалейная торговля А. В. Афанасьева, игольно-галантерейный магазин М. Р. Тухватуллина.
При советской власти Дом Кекина перешёл в государственную собственность. В различное время в нём работали Казанский военный комиссариат, Рупвод, дистанция гражданских сооружений Горьковской железной дороги, столовая № 1.
В конце XX века дом пришел в аварийное состояние. С 1998 года оно не использовалось, было отключено отопление, из-за чего шло разрушение конструкций. В 2005 году здание было восстановлено и модернизировано с сохранением внешнего облика и добавлением современной инфраструктуры, в том числе подземного гаража. Отреставрированное здание предназначено под торгово-офисное использование.